# Шапы (Смоленская область)
 Шапы (также Шипы, Ильинское, Ильино) — деревня (ранее сельцо)  в  Смоленской области России,  в Демидовском районе. Расположена в северо-западной части области  в 20  км к востоку от Демидова.
Население — 203 жителя  (2007 год). Административный центр Шаповского сельского поселения.

## Экономика
Сельхозпредприятие «Шапы», АТС, дом культуры, библиотека, медпункт, средняя школа, почта.

## Достопримечательности
Есть памятник, посвященный Героям Великой Отечественной войны 1941-1945 годах.